# Classe Volgo-Balt
La classe Volgo-Balt, semplicemente le Volgo-Balt o Volgobalt (in russo Волго-Балт?), è una serie di molte navi a navigazione mista marittimo-fluviali da carico generico secco di periodo sovietico destinate al trasporto di merci alla rinfusa (carbone, minerali, grano, ghiaia ecc.) sulle estese vie navigabili interne della Russia con uscita in mare, costruite dal 1967 alla metà degli anni 1980.

## Storia
La serie fu prodotta dal 1967 alla metà degli anni 1980. Il tipo base venne creato dal cantiere navale Krasnoe Sormovo a Gor'kij (Unione Sovietica), che costruì circa 20 navi di questo tipo dal 1967 al 1970. La parte principale della serie fu realizzata dal cantiere navale Závody ťažkého strojárstva nell'allora città cecoslovacca di Komárno con i nomi di tipo MNL 2700 e RMNL 2700 (Progetto 2-95AR). Con un totale di circa 180 unità costruite, è uno dei progetti di maggior successo di questo tipo.
Le navi si differenziano, a seconda della variante, per piccole diversità nelle dimensioni, nei modelli dei motori e in altre caratteristiche specifiche che le rendono adatte al determinato uso. La Compagnia di navigazione fluviale d'Occidente (in russo Западное пароходство?, Zapadnoe parochodstvo) dava i nomi ai bastimenti di questa serie in modo semplice: tutte le navi ricevevano il nome di "Волго-Балт", Volgo-Balt, seguito da un numero. Inoltre, a Komárno furono costruite numerose unità di questo tipo per altre compagnie marittime, che ricevettero, però, nomi diversi.
Le navi sono utilizzate principalmente per servizi combinati di navigazione interna e costiera a corto raggio. Nel nord Europa le Volgo-Balt sono state utilizzate principalmente nella regione del Mar Baltico, ma in parte anche nei porti del Mare del Nord.

### Perdite di unità
- Una nave della serie, la Vera, costruita nel 1977 come Geroi Tripolya (numero IMO 8826254), naufragò il 31 gennaio 2012 alle 19:30 circa al largo di Ereğli nel Mar Nero. La nave ancorò nei pressi di Ereğli durante un viaggio verso Izmir con un carico di rottami metallici per cercare riparo dalle intemperie. A causa dello spostamento del carico, la nave iniziò a imbarcare acqua rapidamente e alla fine s'inabissò prima che i soccorritori potessero arrivare in loco. Degli undici membri dell'equipaggio (dieci ucraini e un georgiano) solo tre o quattro sopravvissero (i rapporti variano). I marittimi restanti sono considerati dispersi.[1][2][3]
- Il 25 novembre 2009, la Beryl (numero IMO 8858764), costruita nel 1969 come Volgo-Balt 110, colò a picco dopo una collisione in una fitta nebbia con la Santa Victoria, costruita nel 1969 come Volgo-Balt 112 (numero IMO 8857693), nel Mar d'Azov vicino alla città di Primorsko-Achtarsk. La Beryl trasportava 3 045 tonnellate di grano come carico. L'impatto avvenne esattamente all'altezza della parete divisoria, causando l'allagamento di 2 sezioni su 3. La Beryl, prima di inabissarsi del tutto, ancorò 2,4 km a ovest della rotta consigliata N53, mentre la Santa Victoria continuò sulla rotta consigliata fino allo stretto di Kerč'. Tutti i membri dell'equipaggio furono salvati.[4][5]
- Il 4 dicembre 2012, la Volgo-Balt 199 (numero IMO 8850279) naufragò durante una tempesta nel Mar Nero a nord-est di Istanbul. Tre dei dodici membri dell'equipaggio furono salvati.
- Nella notte del 1 febbraio 2018, la Berg (numero IMO 8896039), costruita nel 1974 come Volgo-Balt 185, sprofondò in acque poco profonde al largo di Feodosia e da allora giace semi-naufragata sulla costa. Tutti i membri dell'equipaggio vennero salvati.[6]
- Il 7 gennaio 2019, la Volgo-Balt 214 (numero IMO 8841644) fece naufragio nel Mar Nero al largo delle coste turche vicino a Samsun a causa di un cedimento strutturale dello scafo. La nave era in rotta da Azov (Russia) a Samsun carica di carbone quando lo scafo si ruppe in mare agitato e la nave successivamente s'inabissò. Dei 13 marinai a bordo, sette riuscirono a fuggire su una scialuppa di salvataggio.[7][8][9][10][11]
- Il 26 settembre 2019, la Volgo-Balt 205 (numero IMO 8230338), costruita nel 1977, bruciò completamente sul Volga nei pressi di Togliatti. Tutti i membri dell'equipaggio vennero salvati.[12][13][14][15]
- Un'altra perdita di questo tipo si verificò il 17 gennaio 2021, quando l'Arvin (numero IMO 8874316), costruita come Volgo-Balt 189, colò a picco nel Mar Nero al largo della città costiera turca di Bartın. La nave, che stava viaggiando da Poti (Georgia) a Burgas (Bulgaria), aveva cercato riparo dalle intemperie ed era ancorata lì quando lo scafo si ruppe e la nave s'inabissò. A bordo erano presenti dodici membri dell'equipaggio. Sei marinai furono salvati e tre corpi furono recuperati. Mancavano altri tre marinai.[8][16][17][18][19][20][21]
- L'11 marzo 2021, la Volgo-Balt 179 (numero IMO 8231019) fu persa nel Mar Nero a circa 70 miglia nautiche al largo di Costanza (Romania). La nave era in viaggio verso Costanza con un carico di carbone da Rostov sul Don quando si trovò in pericolo per mare agitato e naufragò. A bordo erano presenti 13 marinai, due dei quali perirono nell'incidente e un terzo è disperso.[22]

## Tecnologia
Le navi della classe sono alimentate da due motori Diesel a quattro tempi. Nella serie sono stati utilizzati modelli di motori di vari produttori. Le navi del cantiere navale Krasnoe Sormovo furono equipaggiate ciascuna con due esemplari del tipo 6NVD48A-2U del produttore VEB Schwermaschinenbau "Karl Liebknecht" con un totale di 971 kW; invece, la maggior parte delle unità costruite nel cantiere navale Závody ťažkého strojárstva ricevette due motori Škoda del tipo 6L275IIPN ciascuno, che raggiungevano 1030 kW, in seguito il cantiere utilizzò il tipo 6L275A2 dello stesso produttore.
Gli scafi sono stati assemblati in sezioni. Le navi hanno sovrastrutture fisse situate a poppa senza ponte sollevabile, quattro stive con una capacità di volume del grano (Getreidemaß) di 4720 m³ e quattro portelli. I bastimenti furono consegnati senza attrezzatura per movimentazione merci.